# Consell de Ministres de l'Imperi Mexicà
El Consell de Ministres de l'Imperi Mexicà és un òrgan creat amb la intenció de preparar l'organització definitiva del Primer Imperi Mexicà (1821-1823) i el Segon Imperi Mexicà (1864-1867), la forma de govern proclamada per la nació independent, i acceptada per l'emperador de Mèxic, la qual era la monarquia constitucional.

## Estatut
L'Estatut de l'Imperi Mexicà està integrat per 18 títols i 81 articles. El document pot dividir-se en dues parts no proporcionades; una de referent a l'organització del govern imperial, constituïda per la majoria dels títols bàsics, i pot considerar-se com un estatut en el sentit jurídic del terme. L'altra esbossa alguns traços referents a la forma de govern, sobirania, ciutadania i les garanties individuals, elements que des de la perspectiva jurídica, poden considerar-se components d'una constitució. Els títols que el componen són: De l'Emperador i la Forma de Govern, Del Ministeri, Del Consell d'Estat, Dels Tribunals, Del Tribunal de Comptes, Dels Comissaris Imperials i Visitadores, Del Cos Diplomàtic i Consular, Dels Prefectes Polítics, Subprefectes i Municipalitats, De les Prefectures Marítimes i Capitanies de Port, De la Divisió Militar de l'Imperi, de l'Adreça d'Obres Públiques, Del Territori de la Nació, Dels Mexicans, Dels Ciutadans, De les Garanties Individuals, Del Pavelló Nacional, de la Possessió de les Ocupacions i Funcions Públiques i De l'Observació i Reforma de l'Estatut.

### Ministres de l'Imperi Mexicà
| - José Manuel de Herrera (1821-1822), President del Consell - Andrés Quintana Roo (1823) - Juan Nepomuceno Almonte (1863) - José Ignacio Anuevas (1864) - Joaquin Velázquez de León (1865) - José María Lacunza (1866) - José María Lacunza (1867) - José Manuel de Herrera (1821) - José Cecilio del Valle (1822) - José Ignacio García Illueca (1823) - José Miguel Arroyo (1863) - José Fernando Ramírez (1864) - Martín del Castillo y Cos (1865) - José Miguel Arroyo (1866) - Thomás Murphy y Alegría (1867) - José Manuel de Herrera (1821-1822) - Andrés Quintana Roo (1823) - José Ignacio Anuevas (1863) - José María Cortés Esparza (1864) - José María González de la Vega (1865) - José Salazar Llarregui (1866) - Teófolio Martin (1867) - Manuel Siliceo (1864) - José Salazar Llarregui (1865) - Juan de Pereda (1866) - Manuel Garcia Aguirre (1867) |  | - José Domínguez Manzo (1821-1822) - Juan Gómez Navarrete (1823) - Pedro Escudero y Echánove (1864) - Felipe Raygosa (1863) - Teodosio Lares (1865-1866) - Manuel Garcia Aguirre (1867) - Antonio Miguel Medina (1821-1822) - Antonio Miguel Medina (1823) - Juan de Dios Peza (1863-1864) - José María Garía (1865) - Ramón Tavera (1866) - Nicolás de la Portilla (1867) - Rafael Pérez Maldonado (1821-1822) - Antonio Medina (1823) - Martín Castillo y Cos (1863-1864) - Félix Campillo (1865) - Joaquín Torres Larrainzar (1866) - Santiago Vidaurri Valdéz (1867) - Rafael Pérez Maldonado (1821-1822) - Antonio Medina (1823) - José Salazar Ilarregui (1863) - Luis Robles Pezuela (1864) - Francisco Somera (1865) - Joaquin de Mier y Teran (1866) - José María Iribarren (1867) |